# Hemigraphis alternata
Hemigraphis alternata es una especie de planta perteneciente a la familia Acanthaceae. Se encuentra en Asia y al ser una planta ornamental se ha escapado y naturalizado en otras partes del mundo.

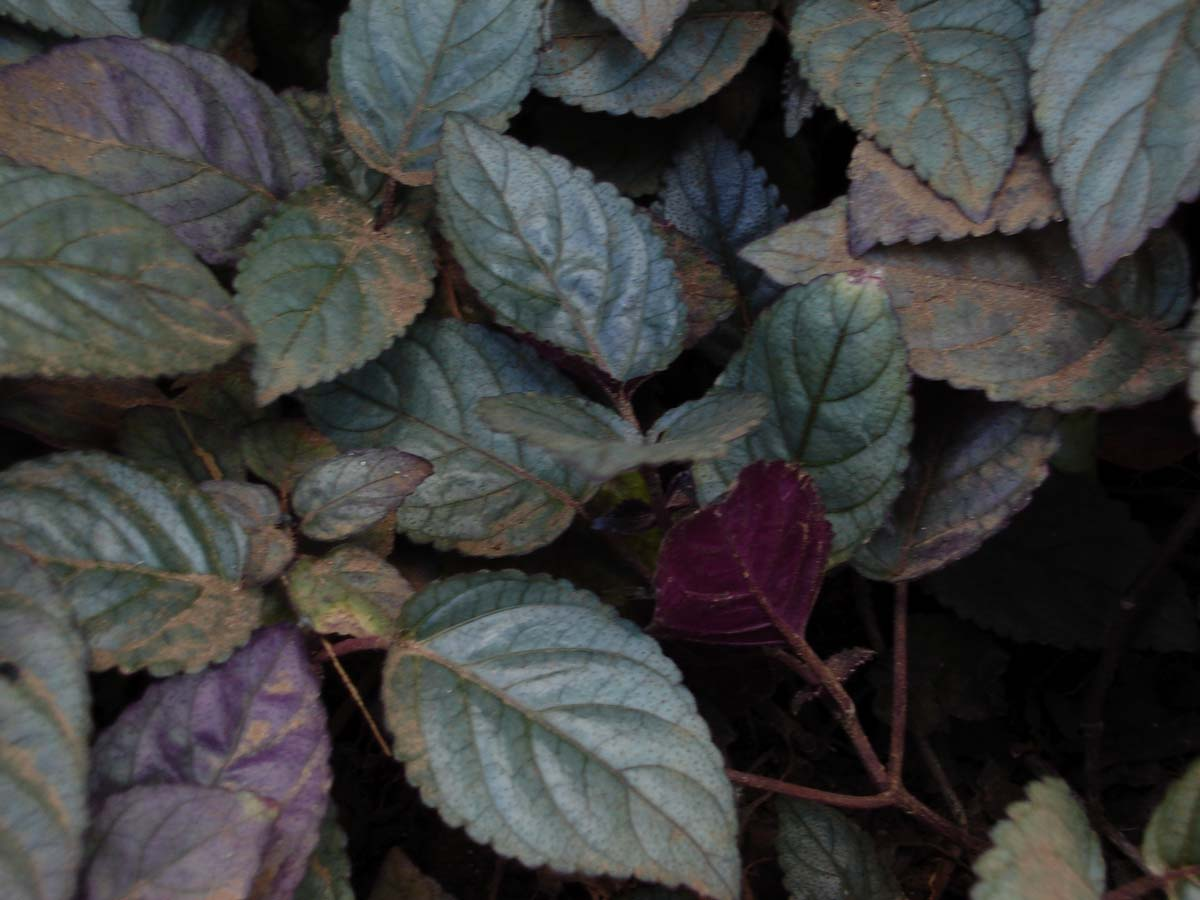
Hojas de Hemigraphis alternata

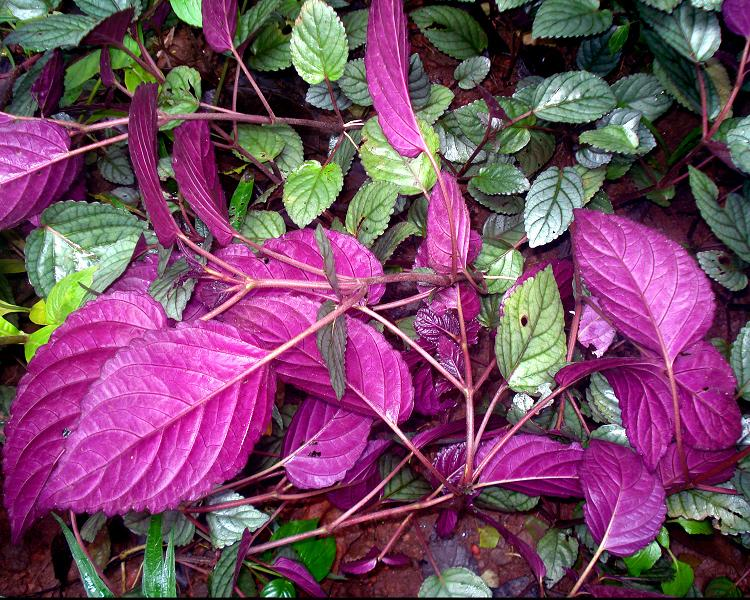
Hojas coloreadas

## Descripción
Es una planta herbácea perennifolia que alcanza hasta 0.3 m de alto; los tallos jóvenes son subcuadrangulares, escasamente pubérulos, enraizando en los nudos inferiores. Las hojas son ovadas, de hasta 6 cm de largo y 4 cm de ancho, el ápice acuminado, con la base cordada, márgenes crenados y escasamente ciliados, escasamente pilosas en los nervios principales, cistolitos prominentes y densos en la haz, menos prominentes en el envés, algunas porciones volviéndose de color índigo cuando están secas; con pecíolos de hasta 2.5 cm de largo, pilosos. Las inflorescencias se presentan en forma de espigas de 4 costados, axilares, con hasta 1.5 cm de largo, pedúnculo piloso, brácteas imbricadas, ovado-oblongas.

## Distribución y hábitat
Poco común, cultivada como planta ornamental y ocasionalmente escapada. Es nativa de Malasia y del sur de China, Indomalasia y Australia tropical.

## Taxonomía
Hemigraphis alternata fue descrita por (Burm.f.) T.Anderson y publicado en Journal of the Proceedings of the Linnean Society 7: 114. 1864.
Sinonimia
- Blechum cordatum Leonard
- Hemigraphis colorata (Blume) Hallier f.
- Ruellia alternata Burm.f. basónimo
- Ruellia blumeana Nees
- Ruellia colorata Blume